# Sierra Burgess je marná
Sierra Burgess je marná (v anglickém originále Sierra Burgess Is a Loser) je americký komediální a dramatický film z roku 2018. Režie se ujal Ian Samuels a scénáře Lindsey Beer. Film je moderním pojetím příběhu Cyrano z Bergeracu. Hlavní role hrají Shannon Purser, Kristine Froseth, RJ Cyler a Noah Centineo. Film měl premiéru dne 7. září 2018 na Netflixu.   

## Obsazení
- Shannon Purser jako Sierra, nepopulární dospívající dívka
- Kristine Froseth jako Veronica, populární roztleskávačka
- RJ Cyler jako Dan, nejlepší přítel Sierry
- Noah Centineo jako Jamey
- Loretta Devine jako paní  Thomsonová, učitelka literatury
- Giorgia Whigham jako Chrissy, přítelkyně Veronicy, roztleskávačka
- Alice Leeová jako Mackenzie, přítelkyně Veronicy, roztleskávačka
- Lea Thompson jako Jules Osborn-Burgessová, matka Sierry
- Alan Ruck jako Stephen Burgess, Sierry otec
- Mary Pat Gleason jako poradkyně Stevensová, poradkyně na střední škole
- Chrissy Metz jako Trish, matka Veroniky
- Elizabeth Tovey jako Brody, Veronicy mladší sestra
- Mariam Tovey jako Scooter, Veronicy mladší sestra
- Matt Malloy jako učitel biologie
- Bude Peltz jako Spence
- Geoff Stults jako trenér Johnson

## Produkce
Produkce filmu byla poprvé ohlášena v září roku 2016 s Ianem Samuelsem jako režisérem a Lindsey Beer jako scenáristkou. Ben Hardy měl hrát hlavní mužskou roli. Dne 18. ledna 2018 bylo oznámeno, že společnost Netflix získala práva na film.
V prosinci 2016 byl obsazen RJ Cyler do role nejlepšího kamaráda hlavní postavy. Dne 5. ledna 2017 byla Shannon Purser obsazena do hlavní role Sierra Burgess  a následující den byla obsazena Kristine Froseth.  Will Peltz bylo obsazen do jedné z hlavních rolí. Dne 1. února 2017 byl Noah Centineo obsazen do role hlavní mužské postavy. V únoru 2017 se také připojili Lea Thompson a Alan Ruck.
V červenci 2017 bylo oznámeno, že skladatel a hudebník Leland dovytvořil hudbu k filmu společně s Bram Inscore. Bylo také oznámeno, že ve filmu se objeví skladby, na kterých spolupracovali s Troye Sivanem a Allie X. Skupina napsala se scenáristkou Lindsey Beer originální píseň „Sunflower“, kterou ve filmu zpívá Shannon Purser. 

## Vydání
Film měl premiéru dne 7. září 2018 na Netflixu. 

## Kritika
Film získal pozitivní recenze od kritiků. Na recenzní stránce Rotten Tomatoes získal z 36 započtených recenzí 64 procent s průměrným ratingem 5,9 bodů z deseti. Na serveru Metacritic snímek získal ze 14 recenzí 60 bodů ze sta. Na Česko-Slovenské filmové databázi si snímek drží k 20. únoru 2018 60 procent.   